# لو طون دالجيري (صحيفة)
لو طون دالجيري (بالفرنسية: Le Temps d'Algérie)‏ وتعني وقت الجزائر هي يومية جزائرية تصدر باللغة الفرنسية.

## وصلات خارجية
- الموقع الرسمي لجريدة لو طون دالجيري